# غاري كالدويل
غاري كالدويل (بالإنجليزية: Gary Caldwell)‏ (مواليد 12 أبريل 1982 في ستيرلينغ - إسكتلندا) لاعب كرة قدم إسكتلندي يلعب حاليا لصالح نادي الدرجة الممتازة ويجان أتلتيك الإنجليزي منذ 2010 في مركز قلب الدفاع كما يجيد اللعب في مركز الظهير الأيمن والوسط المدافع .

## مسيرته الكروية
لعب غاري كالدويل خلال مسيرته الاحترافية مع 7 أندية في سبعة عشر موسمًا وسجل خلالها 17 هدفًا ضمن 355 مباراة. حيث فاز في موسمين بالكأس وفي موسمين بالدوري.
خاض غاري كالدويل مسيرته مع نادي نيوكاسل يونايتد في موسم 2000–01 لمدة موسم واحد، لم يشارك في أي مباراة ولم يسجل أي هدف. ثم انتقل إلى نادي هيبرنيان في موسم 2001–02 في المرة الأولى لمدة موسم واحد ثم في موسم 2003–04 واستمر معه طيلة ثلاثة مواسم، حيث شارك طوالها في 99 مباراة سجل خلالها 5 أهداف. لينتقل بعدها إلى نادي كوفنتري سيتي في موسم 2002–03 لمدة موسم واحد، مشاركًا في 36 مباراة سجل خلالها هدفًا واحدًا. ثم انتقل إلى نادي سلتيك في موسم 2006–07 ليلعب معه أربعة مواسم، مشاركًا في 106 مباراة سجل خلالها 5 أهداف. هذا وانتقل لاحقًا إلى نادي ويغان أتلتيك في موسم 2009–10 ليلعب معه خمسة مواسم، مشاركًا في 101 مباراة سجل خلالها 6 أهداف.

## روابط خارجية
- غاري كالدويل على موقع الاتحاد الأوربي (الإنجليزية)
- غاري كالدويل على موقع الاتحاد الإسكتلندي (الإنجليزية)
- غاري كالدويل على موقع قاعدة بيانات كرة القدم.إي يو (الإنجليزية)
- غاري كالدويل على موقع ناشيونال فوتبول تيمز (الإنجليزية)
- غاري كالدويل على موقع Soccerbase.com (لاعب) (الإنجليزية)
- غاري كالدويل على موقع Soccerbase.com (مدرب) (الإنجليزية)
- غاري كالدويل على موقع Soccerway.com (الإنجليزية)
- غاري كالدويل على موقع عالم كرة القدم.نت (الإنجليزية)
- غاري كالدويل على موقع كووورة
- غاري كالدويل على موقع AS.com (الإسبانية)